# Panitjerevo
Panitjerevo (bulgariska: Паничерево) är ett distrikt i Bulgarien.   Det ligger i kommunen Obsjtina Gurkovo och regionen Stara Zagora, i den centrala delen av landet, 190 km öster om huvudstaden Sofia.
Trakten runt Panitjerevo består till största delen av jordbruksmark. Runt Panitjerevo är det ganska glesbefolkat, med 34 invånare per kvadratkilometer.